# الغول (الرياشية)

تعديل مصدري - تعديل

الغول هي إحدى قرى عزلة وادي الرياشية بمديرية الرياشية التابعة لمحافظة البيضاء، بلغ تعداد سكانها 95 نسمة حسب تعداد اليمن لعام 2004.